# أنطونيو كزافييه
أنطونيو كزافييه (6 يوليو 1992 بالبرتغال - ) هو لاعب كرة قدم برتغالي في مركز جناح ‏. لعب مع نادي ليتشويس ونادي ماريتيمو وجي. دي. توريزينسي ‏ وC.S. Marítimo B ‏ ونادي فييرينسي وS.C. Braga B ‏.

## وصلات خارجية
- أنطونيو كزافييه على موقع قاعدة بيانات كرة القدم.إي يو (الإنجليزية)
- أنطونيو كزافييه على موقع Soccerway.com (الإنجليزية)
- أنطونيو كزافييه على موقع AS.com (الإسبانية)